# Kakumeiki Valvrave
Kakumeiki Valvrave (革命機ヴァルヴレイヴ?, Kakumeiki Varuvureivu) è un anime prodotto dalla Sunrise.

## Trama

Divisione della Terra

L'anime è ambientato in un futuro imprecisato in cui gli esseri umani hanno progressivamente abbandonato la Terra per colonizzare lo spazio. Grazie allo sviluppo tecnologico è possibile replicare le condizioni di vita presenti sul pianeta blu all'interno di una sfera di Dyson. Nello scenario politico dominato dalle superpotenze Dorssia e ARUS, esiste un terzo stato neutrale denominato JIOR.
Il protagonista della serie è Haruto Tokishima, uno studente dell'istituto Sakimori. Il Modulo 77 in cui vive viene un giorno attaccato dall'esercito di Dorssia. Uno dei suoi soldati, L-Elf, si infiltra nei locali della scuola superiore per sottrarre un'arma sviluppata da JIOR, il mecha Valvrave. Haruto si imbatte casualmente nello strumento militare in seguito alla presunta morte dell'amica d'infanzia Shoko Sashinami. Per vendicare Shoko, Haruto sale a bordo del Valvrave e accetta di rinunciare alla propria umanità per avviare il dispositivo e mettere in fuga le truppe di Dorssia.
L'attivazione del Valvrave non solo rovina i piani di L-Elf, che tenta di uccidere Haruto, ma dona poteri sovrannaturali al ragazzo. Oltre ad essere apparentemente immortale, Haruto riesce a prendere controllo di altri esseri umani, tra cui lo stesso soldato. Nonostante queste peculiarità, Haruto viene celebrato come un eroe da parte degli studenti che chiederanno l'indipendenza della scuola minacciando di consegnare il Valvrave ad una delle due fazioni.
I ragazzi guidati da Shoko, figlia del presidente di JIOR, troveranno successivamente altre cinque unità Valvrave e si alleeranno con L-Elf, il cui obiettivo è di causare una rivoluzione all'interno di Dorssia.

## Unità Valvrave
Nella serie sono comparse un totale di sei unità Valvrave:
RM-011 Valvrave I HitoPrima unità apparsa nell'anime. Di colore rosso, è pilotata da Haruto Tokishima.
RM-031 Valvrave III HikaminariUnità di colore giallo, pilotata da Raizo Yamada, detto Thunder.
RM-047 Valvrave IV HinowaL'unità verde, nota con il nome Carmilla, è il secondo Valvrave utilizzato nella serie ed è pilotata da Saki Rukino.
RM-056 Valvrave V HiuchibaUnità di colore blu, dotata di scudo e pilotata da Kyuma Inuzuka.
RM-069 Valvrave VI HiasobiL'unità viola è pilotata da Akira Renbokoji.
RM-020 [FREEZE] Valvrave IIUnità incompleta, guidata da Cain.

## Doppiaggio
| Personaggio           | Doppiatore giapponese |
| --------------------- | --------------------- |
| Shoko Sashinami       | Asami Seto            |
| Saki Rukino           | Haruka Tomatsu        |
| L-elf                 | Ryohei Kimura         |
| Haruto Tokishima      | Ryōta Ōsaka           |
| Aina Sakurai          | Ai Kayano             |
| Pino                  | Ai Kayano             |
| Liselotte             | Aki Toyosaki          |
| Akira Renbokoji       | Aoi Yūki              |
| Satomi Renbokoji      | Daisuke Namikawa      |
| Cain                  | Daisuke Ono           |
| Yusuke Otamaya        | Hiroyuki Yoshino      |
| A-drei                | Jun Fukuyama          |
| Figarro               | Kōji Yusa             |
| H-neun                | Mamoru Miyano         |
| Takahi Ninomiya       | Minako Kotobuki       |
| Marie Nobi            | Misato Fukuen         |
| Kriemhild             | Nana Mizuki           |
| Prue                  | Tsubasa Yonaga        |
| Takumi Kibakawa       | Wataru Hatano         |
| X-eins                | Yoshimasa Hosoya      |
| Rion Nanami           | Yoshiko Horie         |
| Raizo Yamada          | Yūichi Nakamura       |
| Q-vier                | Yuuki Kaji            |
| Kyuma Inazuka         | Yuuki Ono             |
| Eri Watari            | Asami Sanada          |
| Female Student        | Chika Anzai           |
| Midori Akashi         | Chika Anzai           |
| Aide                  | Daichi Endo           |
| Dorssya Army Captain  | Daichi Endo           |
| Soldier               | Daichi Endo           |
| Lily Yamamoto         | Haruka Kimura         |
| Dorssya Millitary A   | Hiroki Maeda          |
| Announcer             | Hiroyuki Takanaka     |
| Captain               | Hiroyuki Takanaka     |
| Dorssia Soldier       | Hiroyuki Takanaka     |
| Juto Banjo            | Hiroyuki Takanaka     |
| Pilot                 | Hiroyuki Takanaka     |
| Soldier               | Hiroyuki Takanaka     |
| Derius                | Katsuyuki Konishi     |
| Female Student        | Kiyono Yasuno         |
| Iori Kitagawa         | Kiyono Yasuno         |
| Manninger             | Kunpei Sakamoto       |
| Pilot                 | Ryota Asari           |
| Yohei Onai            | Ryota Asari           |
| Guardsman             | Shigeyuki Susaki      |
| Magius                | Shigeyuki Susaki      |
| Male Student          | Shigeyuki Susaki      |
| Seiya Uesugi          | Shigeyuki Susaki      |
| Student               | Shigeyuki Susaki      |
| Ryuji Sashinami       | Takaya Kuroda         |
| Dorssia Supreme Ruler | Takehito Koyasu       |
| ARUS President        | Taketora              |
| Dorssia Millitary B   | Takuya Masumoto       |
| Guardsman             | Takuya Masumoto       |
| Gunman                | Takuya Masumoto       |
| Magius                | Takuya Masumoto       |
| Male Student          | Takuya Masumoto       |
| Toru Miyamachi        | Takuya Masumoto       |
| ARUS Captain          | Tomohisa Asou         |
| Narrator              | Toshihiko Seki        |
| Aide                  | Yuuka Hirose          |

## Episodi
| Nº | Giapponese 「Kanji」 - Rōmaji                                 | In onda          | In onda |
| Nº | Giapponese 「Kanji」 - Rōmaji                                 | Giapponese       |         |
| 1  | 「革命の転校生」 - Kakumei no Tenkōsei                        | 12 aprile 2013   |         |
| 2  | 「666を超えて」 - 666 o Koete                                 | 19 aprile 2013   |         |
| 3  | 「エルエルフの予言」 - Eruerufu no Yogen                      | 26 aprile 2013   |         |
| 4  | 「人質はヴァルヴレイヴ」 - Hitojichi wa Varuvureivu           | 3 maggio 2013    |         |
| 5  | 「歌う咲森学園」 - Utau Sakimori Gakuen                       | 10 maggio 2013   |         |
| 6  | 「サキカムバック」 - Saki Kamubakku                           | 17 maggio 2013   |         |
| 7  | 「瓦礫の下のハルト」 - Garekinoshita no Haruto                | 24 maggio 2013   |         |
| 8  | 「光の王女」 - Hikari no Oujo                                 | 31 maggio 2013   |         |
| 9  | 「犬と雷」 - Inu to Kaminari                                  | 7 giugno 2013    |         |
| 10 | 「恋の選挙公約」 - Koi no Senkyo Kōyaku                       | 14 giugno 2013   |         |
| 11 | 「軍事法廷第54号」 - Gunji Hōtei dai 54-gō                    | 21 giugno 2013   |         |
| 12 | 「起動する異端者」 - Kidō Suru Itansha                        | 28 giugno 2013   |         |
| 13 | 「呪いの絆」 - Noroi no Kizuna                                | 10 ottobre 2013  |         |
| 14 | 「大気圏の兄妹」 - Taikiken no Kyōdai                         | 17 ottobre 2013  |         |
| 15 | 「カルルスタインへの帰還」 - Karurusutain e no Kikan          | 24 ottobre 2013  |         |
| 16 | 「マリエ解放」 - Marie Kaihō                                  | 31 ottobre 2013  |         |
| 17 | 「情報原子(RUNE)の深淵」 - Jōhō Genshi (Rune) no Shin'en      | 7 novembre 2013  |         |
| 18 | 「父の願い」 - Chichi no Negai                                | 14 novembre 2013 |         |
| 19 | 「悲しみは降る雪のごとく」 - Kanashimi wa Furu Yuki no Gotoku | 21 novembre 2013 |         |
| 20 | 「曝かれたカミツキ」 - Abakareta Kamitsuki                    | 28 novembre 2013 |         |
| 21 | 「嘘の代償」 - Uso no Daishō                                  | 5 dicembre 2013  |         |
| 22 | 「月面の拳(こぶし)」 - Getsumen no Kobushi                    | 12 dicembre 2013 |         |
| 23 | 「モジュール77奪還作戦」 - Mojūru 77 Dakkan Sakusen           | 19 dicembre 2013 |         |
| 24 | 「未来への革命」 - Mirai e no Kakumei                         | 26 dicembre 2013 |         |